# Sedile

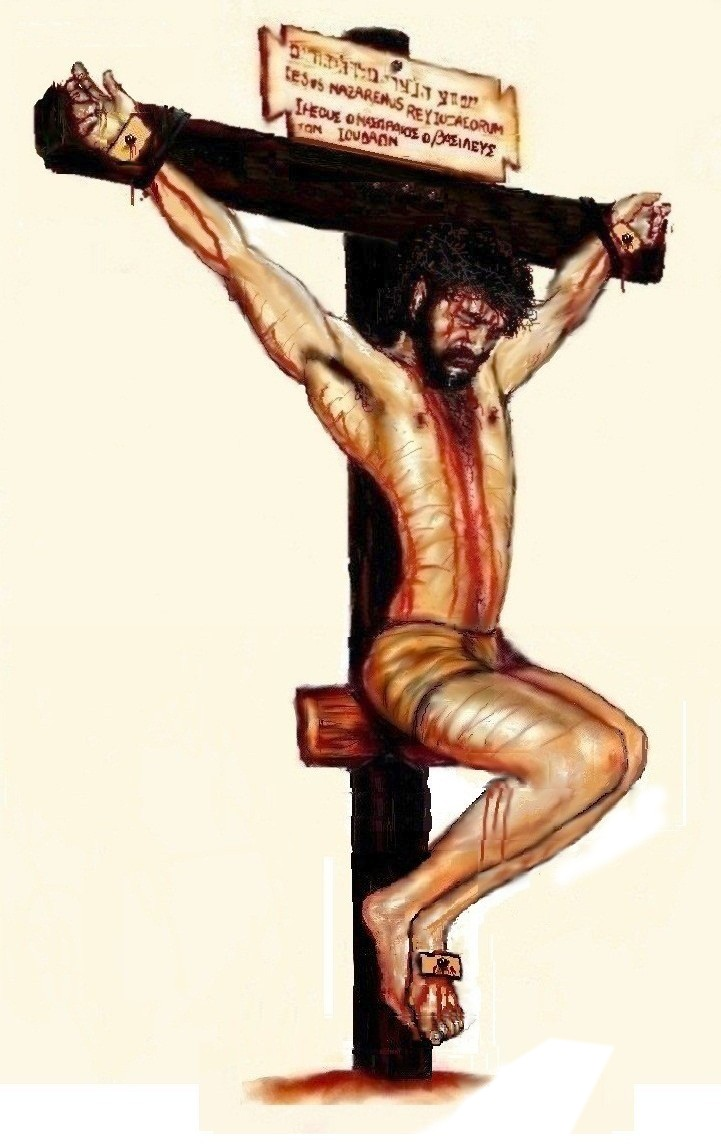
Représentation de Jésus crucifié avec son fessier prenant appui sur un sedile.

Le sedile (diminutif du latin sedes, « siège »), appelé aussi sedula ou sedicula, est une pièce de bois de forme variée (planchette, corne, cheville) fixée à mi-hauteur du stipes d'une croix et sur lequel les crucifiés pouvaient s'asseoir. Cette pièce prolongeait le supplice du crucifiement en lui permettant de mieux respirer.

## Iconographie chrétienne
L'iconographie de Jésus-Christ en croix privilégie plutôt la représentation du suppedaneum qui prolonge également l'agonie mais de manière moins douloureuse que le sedile. Si l'emploi du sedile est bien attesté, celui du suppedaneum est plus sujet à caution.